# DeWolf Hopper
De Wolf Hopper (Nueva York; 30 de marzo de 1858-Kansas City; 23 de septiembre de 1935) fue un actor, cantante, humorista y productor teatral estadounidense.

## Biografía
Su verdadero nombre era William De Wolf Hopper, y nació en Nueva York. Sus padres eran John Hopper y Rosalie De Wolf. Su padre era un rico abogado cuáquero, y su madre procedía de una familia acomodada. Aunque sus padres insistieron para que fuera abogado, a Hopper no le agradaba la profesión. 
Debutó en el teatro en New Haven (Connecticut) el 2 de octubre de 1878. Originalmente quería ser un actor serio, pero su estatura (1,93 m) y peso (104 kg) eran demasiado grandes para los papeles dramáticos. Sin embargo tenía una buena voz de bajo, lo cual le facilitó su actuación en musicales, empezando con la compañía de Edward Harrigan y Tony Hart. Consiguió un papel principal en The Black Hussar (1885) y actuó en el éxito Erminie en 1887.
Finalmente actuó en más de treinta musicales en Broadway, incluyendo Castles in the Air (1890), Wang (1891), y la obra de John Philip Sousa El Capitán (1896), la cual consiguió un gran éxito en Londres. El papel que el actor recordaba con gran placer era el de Old Bill en The Better Ole (1919). 
Conocido por su talento cómico, Hopper popularizó muchas canciones cómicas y actuó en varias obras de Gilbert y Sullivan entre 1921 y 1925, incluyendo The Mikado, Patience, y H.M.S. Pinafore.
Un entusiasta del béisbol y seguidor del equipo New York Giants, cantó el entonces desconocido poema de Ernest Thayer Casey at the Bat a los Giants y los Chicago Cubs en honor de su amigo, el lanzador incluido en el Salón de la Fama del Béisbol Tim Keefe. Hopper ayudó a que este poema humorístico se hiciera famoso, llegando a recitarlo unas 10 000 veces. Grabó una versión en 1906.
En 1889 Hopper fue presidente fundador de la  Actors' Amateur Athletic Association of America. 
Hopper se casó varias veces, y sus esposas fueron: Ella Gardiner (divorciados); la actriz Ida Mosher (divorciados); la actriz Edna Wallace Hopper (casados en 1893-divorciados en 1898); la actriz Nella Bergen (casados en 1898-divorciados en 1913); la actriz Elda Furry-Hedda Hopper (casados en 1913-divorciados en 1924), que posteriormente fue conocida como una de las más temidas columnistas de la prensa del corazón de Hollywood; y la cantante y actriz Lulu Glaser (casados en 1925), cuyo matrimonio duró hasta el fallecimiento de él. Con su segunda esposa, Ida, tuvo un hijo, y con la quinta, Hedda, tuvo otro, William De Wolf Hopper, Jr. (1915-1970), posteriormente conocido como el actor de cine y de TV William Hopper.
Hopper también actuó en varios filmes del cine mudo, uno de ellos una versión en 1915 de Don Quijote. Así mismo intervino en varios cortos sonoros, incluyendo su recitación de Casey at the Bat (1923) en un film experimental con el proceso Phonofilm de Lee De Forest.  
Interpretó en Broadway la obra White Lilacs (1928). Después hizo Radio City Music Hall Inaugural (1932), y fue el Dr. Gustave Ziska en The Monster (1933). En el momento de su muerte estaba en Kansas City, Misuri, actuando en la radio. Falleció a causa de un ataque cardiaco a los 77 años de edad en un hospital de la ciudad. Sus cenizas fueron enterradas en el cementerio de Green-Wood de Brooklyn, Nueva York.